# Ріхард Освальд
Рі́хард О́свальд (англ. Richard Oswald; 5 листопада 1880, Відень — 11 вересня 1963, Дюссельдорф) — австрійський продюсер, режисер, сценарист.

## Життєпис
Ріхард Освальд народився у Відні 5 листопада 1880 року. Спочатку його зацікавила акторська кар'єра, що привело його на сцену віденських театрів. Режисерський дебют Освальда відбувся в 1914 році, коли йому були всього 34 роки (фільм Das Eiserne Kreuz).
У 1916 рік році Освальд відкрив в Німеччині приватну кіностудію, на якій практично усі фільми режисував сам. Як режисер Освальд працював понад як 100 фільмами, що торкалися здебільшого проблем статі, статевих збочень, проституції тощо
Будучи євреєм за походженням, Освальд був пізніше вимушений покинути нацистську Німеччину, виїхавши спочатку у Францію, потім в США. У його останній роботі (Привабливий обман The Lovable Cheat, 1949), малобюджетній екранізації твору Бальзака, знімалися такі зірки як Чарльз Ругглз, Алан Моубрей і Бастер Кітон.
Освальд помер в Дюссельдорфі в 1963 році у віці 82 років.

### Сім'я
Дружина — акторкаа Кеті Освальд (1890—1985), син — американський режисер Ґерд Освальд (1919—1989), донька — актрорка Рут Освальд (1913-?).

## Обрана фільмографія
| Рік  | Назва                           | Оригінал                                              | Опис               |
| ---- | ------------------------------- | ----------------------------------------------------- | ------------------ |
| 1914 | Залізний хрест                  | Das eiserne Kreuz                                     | режисер, сценарист |
| 1916 | Казки Гофмана                   | Hoffmanns Erzählungen                                 | режисер, сценарист |
| 1917 | Прокляте золото                 | Des Goldes Fluch                                      | режисер, сценарист |
| 1918 | Живий труп                      | Der lebende Leichnam                                  | режисер, сценарист |
| 1917 | Портрет Доріана Грея            | Das Bildnis des Dorian Gray                           | режисер, сценарист |
| 1919 | Не такий як усі                 | Anders als die Andern                                 | режисер, сценарист |
| 1919 | Навколо світу за 80 днів        | Die Reise um die Erde in 80 Tagen                     | режисер            |
| 1920 | Нічні фігури                    | Nachtgestalten                                        | режисер, сценарист |
| 1921 | Леді Гамільтон                  | Lady Hamilton                                         | режисер, сценарист |
| 1922 | Лукреція Борджіа                | Lucrezia Borgia                                       | режисер, сценарист |
| 1924 | Карл і Єлизавета                | Carlos und Elisabeth                                  | режисер            |
| 1929 | Каліостро                       | Cagliostro — Liebe und Leben eines großen Abenteurers | режисер            |
| 1930 | Альрауне                        | Alraune                                               | режисер            |
| 1931 | Моя пісня йде світом            | My Song Goes Round the World                          | режисер            |
| 1934 | Коли ти молодий, весь світ твій | Wenn du jung bist, gehört dir die Welt                | режисер            |
| 1941 | Капітан із Копеніка             | Der Hauptmann von Köpenick                            | режисер            |
| 1949 | Привабливий обман               | The Lovable Cheat                                     | режисер, сценарист |